# Michel Fournier (homme politique)
Pour les articles homonymes, voir Fournier (nom de famille).
Michel Fournier né le 11 janvier 1950 à Châtel-sur-Moselle (Vosges), est un homme politique français, figure médiatique de la ruralité. Il est maire des Voivres depuis 1989 et président de l’Association des maires ruraux de France depuis 2020. 

## Biographie
Michel Fournier est issu d'une famille d’agriculteurs installée à Bouxières-aux-Bois, un village des Vosges. Sa grand-mère maternelle y tient un café. Après quelques années de collège à Thaon, il enchaîne les petits boulots (ouvrier agricole, poseur de volets roulants) avant de partir à l’âge de 17 ans en Allemagne.
En 1968, il passe le concours des douanes puis fait son service militaire à Yutz en 1969.
En 1972 il s'installe aux Voivres et devient agent commercial multicartes. Il entre au conseil municipal en 1983 et est élu maire en 1989.
En 1992, il devient président de l’Association des maires ruraux des Vosges.
En 2018, il fait venir Emmanuel Macron aux Voivres. En 2020, il est élu président de l’Association des maires ruraux de France (AMRF),

### Famille
Michel Fournier est marié et père de trois enfants.

## Décorations
- Chevalier de la Légion d'honneur (2022)[6].